# Dinghai
Dinghai ⓘ (en chino, 定海区; pinyin, Dìnghǎi qū) es un distrito urbano bajo la administración directa de la ciudad-prefectura de Zhoushan. Se ubica en la provincia de Zhejiang, este de la República Popular China. Su área es de 572 km² y su población total para 2010 fue más de 400 mil habitantes.

## Administración
El distrito de Dinghai se divide en 13 pueblos que se administran en 10 subdistritos y 3 poblados.